# 角塚古墳

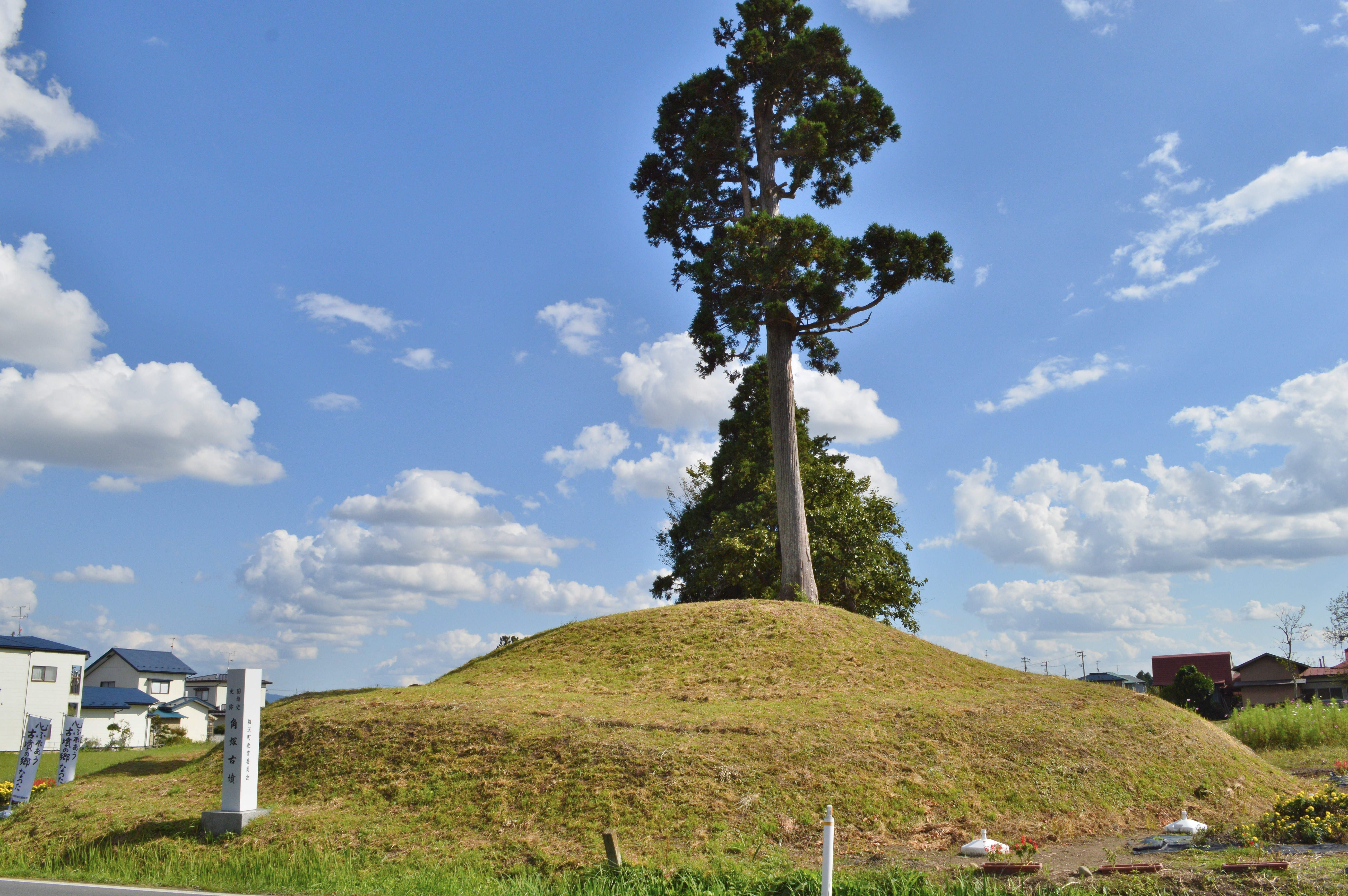
後円部

角塚古墳（つのづかこふん）は、岩手県奥州市胆沢南都田にある古墳。形状は前方後円墳。国の史跡に指定されている。
通称として「塚の山」・「一本杉」とも。岩手県では唯一の前方後円墳であるとともに、日本の最北端に位置する前方後円墳である。

## 概要
北上川中流域、北上盆地のやや南寄りで、西から合流する支流胆沢川の形成した胆沢扇状地の、標高約76メートルの低位段丘上に位置する古墳である。内部構造（埋葬施設）は明らかとなっていないが、出土埴輪等により5世紀末から6世紀初の築造と推定される。
本古墳は、造営にあたっての計画性が認められることから、本格的に築造されたものとされる。岩手県域にあっては本古墳1基（1代のみ）を除くと他はすべて末期古墳で、本古墳以南にあっては宮城県北部の大崎地方（約70キロメートル南）まで前方後円墳等の存在が認められないため、その特異性が注目されている。角塚古墳の北西2キロメートルでは、角塚古墳と同時期の大集落跡の中半入遺跡が発見されているが、その出土物からは宮城県域や久慈地域など広域の交流が見られ、角塚古墳との関連が指摘される。
本古墳は、昭和10年代から地元研究者によって埴輪の出土が注目されていたが、昭和20年代に広く紹介された。1947年（昭和22年）には前方後円墳と確認され、北端に位置する本格的な前方後円墳として注目されることとなった。1957年（昭和32年）には岩手県指定史跡に指定されている。1970年代になってほ場整備事業が計画され、それを受けて胆沢町教育委員会により、1974年（昭和49年）と1975年（昭和50年）の2か年にわたって測量や範囲確認調査が行われた。1974年の調査では埴輪と葺石が確認されている。その後日本最北端にあるという特異性により、古墳域は1985年（昭和60年）に国の史跡に指定されている。

## 構造
- 墳丘長：43-45メートル[2]
- 後円部 - 2段築成。
  - 直径：約28メートル
  - 高さ：約4メートル
- 前方部
  - 北側幅：約10メートル
  - 南側幅：約15メートル
  - 高さ：約1.5メートル

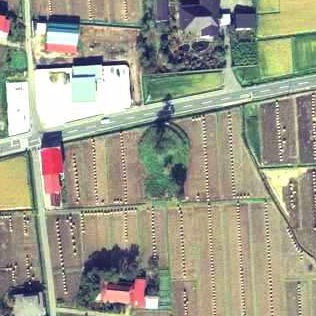
角塚古墳の空中写真。

現在残る墳丘は大きく壊されたもので、原型をとどめた箇所は少ない。後円部は2段築成で、後世に大きな一本杉が植えられている。前方部は南を向き、後円部に比べて前方部が低く短くなっているのが特徴である。
周濠は後円部周辺が幅約10メートル、前方部で約3メートルと狭くなり、全体としては馬蹄状をなす。平面形は前方部に向かってすぼまっている。
埋葬施設は墳頂部の平面下に設けられたと推測されるが、これまでに手がかりは見つかっていない。

## 出土品
葺石・埴輪のほか、出土遺物の大半は埴輪破片である。前方部からは人物・動物・器財などの形象埴輪の出土が確認されている。また、後円部からは墳丘に近い周濠全体からは円筒埴輪が出土している。これら埴輪の製作時期は5世紀後半と見られる。
以上の出土品は、胆沢郷土資料館（胆沢文化創造センター内）に展示されている。

## 伝承
角塚古墳に関しては、地元に伝説が残っている。これによると、当地には高山掃部という長者がおり、その妻は強欲であったがために大蛇に変身した。大蛇は農民を苦しめ、里人は松浦の国から小夜姫という娘を買って生け贄として差し出すことにした。大蛇が現れた時、小夜姫がお経を読み経文を投げつけると、大蛇は元の長者の妻に戻ったといい、大蛇の角を埋めたところがこの角塚古墳であるという。
以上の伝説により本古墳に手を付けると祟りがあると伝えられ、これが現在まで墳丘が維持されるに至った要因といわれる。

## 文化財

### 国の史跡
- 角塚古墳 - 1985年（昭和60年）3月22日指定[3][5]。

### 岩手県指定文化財
- 有形文化財
  - 角塚古墳出土埴輪（考古資料） - 1990年（平成2年）8月28日指定[6]。